# (3233) Krišbarons
(3233) Krišbarons est un astéroïde de la ceinture principale.

## Description
(3233) Krišbarons est un astéroïde de la ceinture principale. Il fut découvert le 9 septembre 1977 à Naoutchnyï par Nikolaï Tchernykh. Il présente une orbite caractérisée par un demi-grand axe de 2,23 UA, une excentricité de 0,10 et une inclinaison de 3,6° par rapport à l'écliptique.

## Compléments